# GP La Marseillaise 1996
De 17e editie van de GP La Marseillaise werd gehouden op 6 februari 1996 in Frankrijk. De wielerwedstrijd ging over 135 kilometer en werd gewonnen door de Italiaan Fabiano Fontanelli gevolgd door Ján Svorada en Andrei Tchmil.

## Uitslag
| GP La Marseillaise 1996 |                    |                 |          |
| Plaats                  | Naam               | Ploeg           | Tijd     |
| Winnaar                 | Fabiano Fontanelli | MG Maglificio   | 3u27'08" |
| 2                       | Ján Svorada        | Panaria-Vinavil | +30"     |
| 3                       | Andrei Tchmil      | Lotto-Isoglass  | z.t.     |
| 4                       | Fabio Baldato      | MG Maglificio   | z.t.     |
| 5                       | Michele Bartoli    | MG Maglificio   | z.t.     |
| 6                       | Frédéric Guesdon   | Team Polti      | z.t.     |
| 7                       | Bruno Boscardin    | Festina-Lotus   | z.t.     |
| 8                       | François Simon     | GAN             | z.t.     |
| 9                       | Steven de Jongh    | TVM-Farm Frites | z.t.     |
| 10                      | Servais Knaven     | TVM-Farm Frites | z.t.     |

1980 · 1981 · 1982 · 1983 · 1984 · 1985 · 1986 · 1987 · 1988 · 1989 · 1990 · 1991 · 1992 · 1993 · 1994 · 1995 · 1996 · 1997 · 1998 · 1999 · 2000 · 2001 · 2002 · 2003 · 2004 · 2005 · 2006 · 2007 · 2008 · 2009 · 2010 · 2011 · 2012 · 2013 · 2014 · 2015 · 2016 · 2017 · 2018 · 2019 · 2020 · 2021 · 2022 · 2023 · 2024 · 2025